# Lídice de Capira
Lídice de Capira ist ein Ort in der mittelamerikanischen Republik Panama ca. 50 km westlich von Panama-Stadt in der Provinz Panamá Oeste. 
Lídice hat ca. 4500 Einwohner und eine Gemeindefläche von 44,4 km². Zum Ort gehören die Gemeindeteile Caimitillo, Majara, Felipina el Murciélago, el Coco, las Tablitas, el Bongo, San Isidro, San Jose, Pueblo Nuevo, Pedregal, Barraza, la Pela Diente, los Duendes, el Creo, Don Bosco y La 31 de octubre.
Der Ort wurde im Gedächtnis an das tschechoslowakische Lidice so benannt, nachdem das deutsche NS-Regime 1942 versucht hatte, den böhmischen Ort als Rache für das Attentat auf den obersten SS-Offizier R. Heydrich in dem besetzten Land auszutilgen.